# Нетоперек
Нетоперек (пол. Nietoperek, нім. Nipter) — село в Польщі, у гміні М'єндзижеч Мендзижецького повіту Любуського воєводства.
Населення — 263 особи (2011).
У 1975-1998 роках село належало до Гожовського воєводства.

## Демографія
Демографічна структура станом на 31 березня 2011 року:
|          | Загалом | Допрацездатний вік | Працездатний вік | Постпрацездатний вік |
| -------- | ------- | ------------------ | ---------------- | -------------------- |
| Чоловіки | 142     | 26                 | 99               | 17                   |
| Жінки    | 121     | 13                 | 74               | 34                   |
| Разом    | 263     | 39                 | 173              | 51                   |